# Eustixia octonalis
Eustixia octonalis là một loài bướm đêm trong họ Crambidae.